# Julián de Valenzuela
Julián de Valenzuela nace en Andújar, España año 1526 y muere el año 1578 en el Reino de Chile.
Fue un militar y noble español que participó en la Conquista de Chile junto a Pedro de Valdivia y junto a su hermano Francisco Pérez de Valenzuela. Julián se casó en Lima con Gracia Díaz de Acevedo, quién era hija legítima de Andrés Díaz de Acevedo un miembro de la Compañía de Gentiles Hombres Lanzas y Arcabuces del virrey del Perú.
Don Julián, después de la victoriosa batalla de Andalién, también participó en la ceremonia de la fundación de la ciudad de Concepción junto a otros conquistadores españoles de las tropas de Don Pedro de Valdivia en el año 1550, del mes de octubre.

## Don Julián enLa Araucana
Julián fue inmortalizado en el poema épico español llamado La Araucana escrito por Alonso de Ercilla y Zúñiga, en el Canto XIX donde queda descrita su participación heroica en la histórica batalla de Andalién, en las cercanías de Concepción, luchando con valentía en contra de los indígenas Araucanos o mapuches.
También aparece Julián en otro poema épico llamado Arauco Domado.